# Звания Армии обороны Израиля
Звания Армии обороны Израиля — воинские звания и их знаки различия в войсках и силах Вооружённых сил Израиля. Терминология системы воинских званий была разработана, в значительной степени, двумя классиками литературы на иврите — Авраамом Шлёнским и Натаном Альтерманом, которые положили в основу званий лексемы из Танаха и Талмуда.
Современные воинские звания в Армии обороны Израиля (ЦАХАЛ, АОИ) являются одинаковыми для всех родов войск (ВВС, ВМС и СВ) в отличие от, например, званий ВС России. Звания военнослужащих и военнообязанных делятся на четыре основные категории:
- Военнослужащие срочной службы.
- Военнослужащие сверхсрочной службы.
- Офицеры.
- Офицеры академической профессии.

## Звания военнослужащих срочной службы
Военнослужащие срочной службы, не имеющие офицерского звания (на иврите «хогрим бэ-шерут хова» (ивр. חוגרים בשירות חובה‎));
| Полное звание | Сокращенное звание | Шевроны (армия) | Шевроны (ВВС) | Шевроны (ВМФ) | Соответствие в ВС России               | Соответствие в армии США |
| ------------- | ------------------ | --------------- | ------------- | ------------- | -------------------------------------- | ------------------------ |
| Турай         | -                  | -               | -             | -             | Рядовой Матрос                         | Private                  |
| Турай ришон   | Тараш              |                 |               |               | Ефрейтор Старший матрос                | Private First Class      |
| Рав-турай     | Рабат              |                 |               |               | Младший сержант Старшина второй статьи | Corporal                 |
| Самаль        | -                  |                 |               |               | Сержант Старшина первой статьи         | Sergeant                 |
| Самаль ришон  | Самар              |                 |               |               | Старший сержант Главный старшина       | Staff Sergeant           |

Знаки различия этих званий носят на обоих рукавах формы на расстоянии ширины ладони над локтем. Передний острый угол нарукавной нашивки должен быть сверху, что отражает армейская пословица ивр. שפיץ לציץ‎ («Острый угол — к груди», а не к животу).
В качестве поощрения за отличную службу любое из этих званий может быть присвоено досрочно. В качестве части наказания за совершение преступления военнослужащий может быть понижен в звании и даже разжалован в рядовые.

## Звания военнослужащих сверхсрочной службы
Военнослужащие сверхсрочной службы, не имеющие офицерского звания («хогрим бэ-шерут кева» (ивр. חוגרים בשירות הקבע‎) или «нагадим» (ивр. נגדים‎)):
| Полное (сокращенное) звание                     | Погоны (армия) | Погоны (ВВС) | Погоны (ВМФ) | Соответствие в ВС России              | Соответствие в армии США |
| ----------------------------------------------- | -------------- | ------------ | ------------ | ------------------------------------- | ------------------------ |
| Рав Сама́ль (РАСА́ЛЬ) רב-סמל (רס״ל)               |                |              |              | Старший сержант Главный старшина      | Sergeant First Class     |
| Рав Сама́ль Ришо́н (РАСА́Р) רב-סמל ראשון (רס״ר)    |                |              |              | Старшина Главный корабельный старшина | Master Sergeant          |
| Рав Сама́ль Миткаде́м (РАСА́М) (רב-סמל מתקדם (רס״ם |                |              |              | -                                     | Sergeant Major           |
| Рав Сама́ль Бахир (РАСА́Б) (רב-סמל בכיר (רס״ב     |                |              |              | Прапорщик Мичман                      | Warrant Officer          |
| Рав Наґа́д Мишне́ (РАНА́М) רב-נגד משנה (רנ״מ)      |                |              |              | -                                     | -                        |
| Рав Нага́д (РАНА́Г) (רב-נגד (רנ״ג                 |                |              |              | Старший прапорщик Старший мичман      | Chief Warrant Officer    |

Знаки различия (шевроны и звёздочки) этих званий носятся на погонах.
После 18—24 месяцев службы в звании «самар» (включая срочную службу) они получают своё первое «настоящее» звание сверхсрочника — «расаль». Последующие звания присваиваются автоматически по выслуге лет. По занимаемым должностям нет различий между званиями сверхсрочников. Военнослужащие в звании «расаль» и «расаб» могут занимать одинаковые должности. Единственное различие между званиями — это величина жалования. Исключением является звание «ранаг», которое не присваивается автоматически с выслугой лет, а помимо срока службы в звании «расаб» (5 лет службы на т. н. «старшей должности» («маслуль бахир») или 9 лет обычной службы) требует выполнения ряда дополнительных условий.
Отсутствие различий между званиями сверхсрочников по занимаемым должностям приводит к различным точкам зрения на то, каким званиям в Армии США они соответствуют:
| Полное звание       | Сокращенное звание | Сайт ЦАХАЛ (2007—2012) | Статья проф. Ашера Шафрира (2013) | Словарь (2021)         |
| ------------------- | ------------------ | ---------------------- | --------------------------------- | ---------------------- |
| Рав-самаль          | Расаль             | Sergeant First Class   | Sergeant First Class              | Sergeant First Class   |
| Рав-самаль ришон    | Расар              | Master Sergeant        | Master Sergeant                   | Master Sergeant        |
| Рав-самаль миткадем | Расам              | Sergeant Major         | Sergeant Major                    | Sergeant Major         |
| Рав-самаль бахир    | Расаб              | Warrant Officer        | Command Sergeant Major            | -                      |
| Рав-нагад мишне     | Ранам              | -                      | Warrant Officer                   | -                      |
| Рав-нагад           | Ранаг              | Chief Warrant Officer  | Chief Warrant Officer             | Command Sergeant Major |

Поскольку точка зрения профессора-лингаиста Ашера Шафрира попала в вышедшую в 2018 году книгу Дэвида Кэмпбелла англ. Israeli Paratroopers 1954–2016 популярной серии Elite издательства Osprey, она получила достаточно широкое распространение, хотя не имеет подтверждения в официальных или новостных источниках.
Проблему вызвало появившиеся в 2012 году звание Рав Нагад Мишне, которое веб-сайт газеты «Исраэ́ль хайо́м» (ивр. ישראל היום — «Израиль сегодня»). придерживаясь точки зрения сайта ЦАХАЛ на тот момент, посчитал аналогом звания Master Warrant Officer. В свою очередь профессор Ашер Шафрир исходил из того, что звания Master Warrant Officer нет в Армии США, а потому вставил после звания сержант-майор звание команд-сержант-майор.
Что касается позиции, изложенной в изданном в 2021 г. под эгидой Министерства обороны Израиля словаре Dictionary of Acronyms in Foreign Armies, согласно которой команд-сержант-майор это аналог звания Рав Нагад, то она исходит из того, что команд-сержант-майор это высшее неспециальное унтер-офицерское звание в Армии США.

## Звания офицеров
| Полное звание | Сокращенное звание | Погон (Армия) | Погон (ВВС) | Погон (ВМФ) | Соответствие в ВС России        | Соответствие в армии США |
| ------------- | ------------------ | ------------- | ----------- | ----------- | ------------------------------- | ------------------------ |
| Сеген мишне   | Сагам              |               |             |             | Лейтенант                       | Second Lieutenant        |
| Сеген         | -                  |               |             |             | Старший лейтенант               | First Lieutenant         |
| Серен         | -                  |               |             |             | Капитан Капитан-лейтенант       | Captain                  |
| Рав-серен     | Расан              |               |             |             | Майор Капитан 3-го ранга        | Major                    |
| Сган-алуф     | Сааль              |               |             |             | Подполковник Капитан 2-го ранга | Lieutenant Colonel       |
| Алуф мишне    | Алам               |               |             |             | Полковник Капитан 1-го ранга    | Colonel                  |
| Тат-алуф      | Тааль              |               |             |             | ---                             | Brigadier General        |
| Алуф          | -                  |               |             |             | Генерал-майор Вице-адмирал      | Major General            |
| Рав-алуф      | Рааль              |               |             |             | Генерал-лейтенант               | Lieutenant General       |

Знаки различия этих званий носятся на погонах.
Кроме сроков пребывания в том или ином звании и наличия соответствующей следующему званию должности, присвоение очередного звания может иметь дополнительные требования — успешное завершение тех или иных курсов, командно-штабного колледжа («ПУМ» — «Михлала ле-пикуд у-мате»), завершение высшего учебного заведения, колледжа национальной безопасности («Михлала ле-битахон леуми») и т. п.
Звание «Рав-алуф» присваивается Начальнику Генштаба Армии обороны Израиля (ивр. רמטכ"ל‎ раматка́ль).

## Звания офицеров академической профессии
Офицеры академической профессии (ивр. קצינים מקצועיים‎).
Для комплектования армии специалистами с высшим образованием — инженерами, программистами, врачами, переводчиками и т. п., используется т. н. «академический резерв» («атуда академит») — предоставление выпускникам средних школ отсрочки на 3—4 года от службы в армии для получения первой степени в университете. За это выпускники обязуются прослужить срочную службу и 3—4 года сверхсрочно по приобретённой специальности. После мобилизации они могут, если того пожелают, окончить офицерский курс с присвоением звания «сеген». Если же они этого не хотят, им присваивается специальный статус — «офицер академической профессии» («кама» — «кацин микцои академаи»). После выхода на сверхсрочную службу его статус изменяется на «старший академический офицер» («кааб» — «кацин академаи бахир»). По системе оплаты и по должностным штатам «кама» соответствует «сеген», а «кааб» — «серен». На знаках различия изображена оливковая ветвь, наложенная на свёрнутый свиток.
| Полное звание         | Сокращенное звание | Погоны (армия) | Погоны (ВВС) | Погоны (ВМФ) |
| --------------------- | ------------------ | -------------- | ------------ | ------------ |
| Кацин микцои академаи | Кама               |                |              |              |
| Кацин академаи бахир  | Кааб               |                |              |              |
| Кацин академаи миюхад | Каам               |                |              |              |

Знаки различия этих званий носятся на погонах.

## Тип званий по периоду действия
- Постоянное звание («даргат кева» (ивр. דרגת קבע‎)).

Присваивается военнослужащим в обычном порядке (или ускоренно, как поощрение).
- Временное звание («дарга зманит» (ивр. דרגה זמנית‎)).

Присваивается офицерам временно, если должность требует более высокого звания, чем их «даргат кева». При уходе с должности офицерам возвращают их постоянное звание (если оно «не доросло» до временного).
- Представительское звание («даргат йицуг» (ивр. דרגת ייצוג‎)).

Присваивается начальником Генерального штаба военнослужащим (судьям, советникам, военным атташе), если того требуют их контакты с общественностью или иностранными организациями (ООН, Красный Крест и т. п.), а также занимающим военно-дипломатические должности. Например — пресс-секретарь Армии обороны Израиля. Обычно эту должность занимает человек, отлично разбирающийся в вопросах СМИ, вне зависимости от его армейского прошлого. Так, одному из пресс-секретарей, который был резервистом в звании «самаль», после назначения на должность было присвоено звание «тат-алуф».